# Biscotto regina

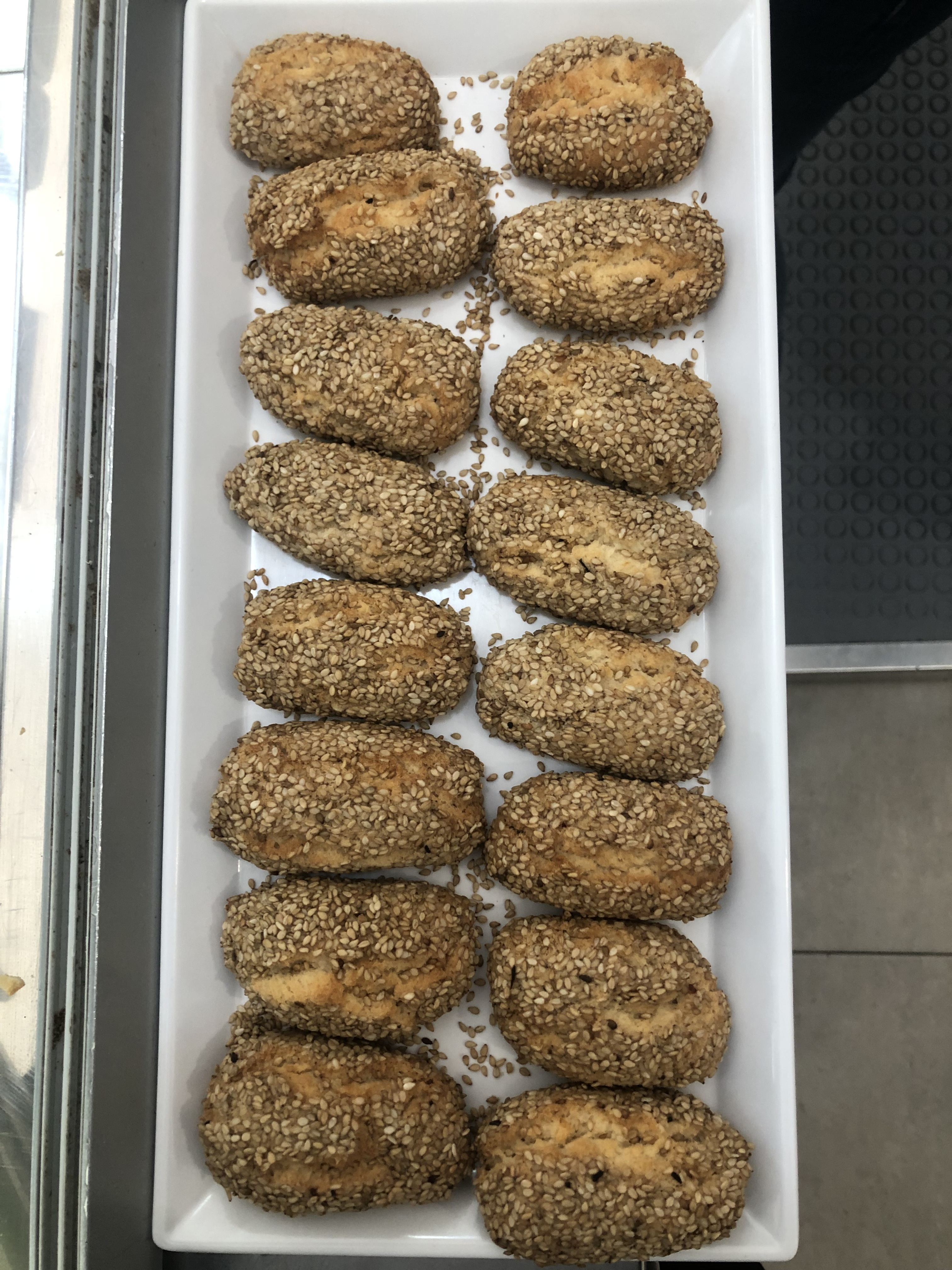
Biscotti regina, biscotti di pasta frolla

I biscotti regina, chiamati anche reginelle, sono biscotti di pasta frolla ricoperti di semi di sesamo, tipici della provincia di Palermo ma diffusi anche in altre province siciliane. In siciliano sono conosciuti come viscotti ca gigiulena (biscotti con il sesamo) o viscotta ‘nciminati.
A Catania questi biscotti sono chiamati sesamini, perché nella città etnea il termine biscotti regina indica un altro tipo di biscotti simile ai biscotti catalani palermitani.

## Preparazione
Si prepara la pasta frolla con farina, zucchero, strutto (o burro) e un uovo, aggiungendovi un po’ di latte e di ammoniaca, si impasta e si lascia riposare in frigorifero. Si tostano nel frattempo i semi di sesamo. Dall’impasto di pastafrolla si ricavano dei cilindretti che vengono passati nel sesamo, posti in una teglia e cotti al forno.
I biscotti regina sono molto croccanti e si possono mangiare bagnati nel latte, nel tè o in un vino dolce come il marsala o lo zibibbo.